# Sielsowiet Podstarzynie
Sielsowiet Podstarzynie (biał. Падстарынскі сельсавет; ros. Подстаринский сельсовет) – sielsowiet na Białorusi, w obwodzie brzeskim, w rejonie iwacewickim, z siedzibą w Podstarzyniu. Od południa graniczy z Iwacewiczami.
Według spisu z 2009 sielsowiet Podstarzynie zamieszkiwało 1557 osób, w tym 1498 Białorusinów (96,21%), 43 Rosjan (2,76%), 8 Ukraińców (0,51%), 5 osób innych narodowości i 3 osoby, które nie podały żadnej narodowości. W 2020 liczba mieszkańców wynosiła 1565 osoby, zamieszkujące w 579 gospodarstwach domowych.
Największą miejscowością są Podstarzynie z 697 mieszkańcami. Ponad 100 osób mieszka także w Sienkiewiczach (402 mieszkańców) i w Chołopiu (160 mieszkańców). Każdą z pozostałych miejscowości zamieszkuje poniżej 100 osób.

## Miejscowości
- agromiasteczko:
  - Podstarzynie
- wsie:
  - Borki
  - Chołopie
  - Kuszniery
  - Ozierce
  - Ruda
  - Sienkiewicze